# 중항언
중항 언(中行偃, ? - 기원전 554년 2월 20일)은 중국 춘추 시대 진(晉)나라의 정치가로, 씨는 순(荀) 혹은 중항(中行)이라 순언(荀偃)이라고도 하며, 시호는 헌(獻)으로 중항헌자(中行獻子)다. 자는 백유(伯游)다. 중항환자의 손자며 중항선자의 아들이고, 중항목자의 아버지다.

## 사적

### 여공 시해
기원전 575년, 언릉 싸움에 상군 보좌로 출전했다. 기원전 574년, 여공(厲公)은 측근 세력을 지나치게 총애하고 기존 권신들을 적대하여, 이른바 '삼극(三郤)'이라 하는 극씨 일족의 권신 극기(郤錡) · 극쉬(郤焠) · 극지(郤至)를 주살하였으나 측근 장어교의 진언을 뿌리치고 기존 권신에 해당하는 난서와 중항언은 죽이지 않았다. 운 좋게 살아난 두 사람은 진 여공이 총신 장려씨의 집으로 놀러 간 틈을 타, 여공 일행을 습격하여 사로잡고 윤달에 서동을 죽였으며, 이듬해(기원전 573년) 정월 경신일에는 정활(程滑)로 하여금 여공을 시해하게 하고 익성 동문 밖에서 장례지냈다. 그리고 순앵 · 사방에게 명령하여 공손주(公孫周)를 낙양에서 모셔 와 새 진후로 옹립했다(도공).

### 도공 시절
기원전 564년 10월, 진나라가 제후들과 연합하여 정나라를 정벌하였다. 중항언은 상군 대장으로 한기와 함께 위나라의 북궁괄, 또 조나라 · 주나라와 함께 정나라의 사지량을 쳤다. 연합군이 호뢰에 주둔하며 정나라를 포위하려 하자, 정나라는 화평을 맺고자 했다. 중항언은 이를 묵살하고 초나라의 원군을 불러들여서 이를 무찌르자고 주장했으나, 중군 대장 순앵이 이에 반대하고, 화평을 받아들이고 군사를 나누어 초나라 구원군으로 헛되이 정나라에 오게 하여 피폐하게 만들기를 주장했고, 도공은 이를 받아들였다.
기원전 563년, 사개와 함께 복양(偪陽)나라를 쳐 멸하고, 그 땅을 송나라 대부 상술(向戌)에게 주자고 했다. 중군 대장 순앵은 복양성이 견고하므로 이기지 못할 것을 염려했으나, 둘이 완고하게 주장하여 결국 제후들과 함께 복양성을 공격했다. 과연 복양성이 견고하여 함락되지 않고, 또 장마철이 가까워지므로 순언과 사개는 함께 의논하여 회군하기를 청했다. 그러나 순앵은 이를 듣고 오히려 분노하여 이레 안에 성을 함락하지 못하면 벌하겠다고 하고, 순언과 사개는 이 말을 듣고 힘을 내어 몸소 앞장서서 화살과 돌을 무릅쓰고 성을 공격했다. 마침내 5일째가 되는 5월 갑오일에 성을 함락하고, 복양나라를 멸했다. 상술이 복양 땅을 송공에게 양보했으므로 송나라가 복양 땅을 받았다.
기원전 560년, 중군 대장 순앵이 죽자 도공은 사개를 그 후임으로 삼았다. 그러나 사개가 순언에게 사양하여, 순언이 중군 대장이 되고 사개는 보좌했다.

### 중군 원수가 된 후
기원전 559년, 역 싸움의 보복으로 제후들과 함께 진나라를 쳤다. 진나라에서는 연합군이 건너오는 경수에 독을 타 군사들을 많이 죽였고, 연합군이 역림까지 진격해 와도 강화를 요청하지 않았다. 순언은 명령하여 다음날 아침 자신의 말 머리를 따라 진군하라 했는데, 하군 대장 난염이 반발하여 하군을 이끌고 그대로 퇴각했고, 하군 보좌 위강도 이를 따라갔다. 순언은 자신의 책임을 통감하고 그대로 전과 없이 퇴각했다.
위나라에서 임금 헌공을 몰아내고 상공을 세우자, 도공의 자문을 받고, 위나라를 정벌하는 것보다, 위나라를 안정(결국 찬탈한 상공을 인준하는 격)시키는 것이 좋다고 답했다. 도공은 이에 따라 척 땅에서 제후들을 회합하고, 위나라를 안정시키고자 했다.
기원전 555년, 제나라가 진나라의 동맹국인 노나라를 멋대로 치자, 진나라에서 제후들을 회합하고 제나라 군대를 평음에서 깨트렸다. 제 영공은 서울 임치(臨淄)로 도주했고, 순언은 중군 대장으로써 중군 보좌 사개와 함께 경자를 함몰하고 진격하여 나머지 군대들과 함께 임치를 공격하여 함락 직전까지 밀어붙였다. 그러나 동맹국 정나라가 초나라의 공격을 받는다는 소식을 듣고 제나라에서 퇴각하여 정나라로 향했으며, 도중에 초나라 군사가 물러났다는 소식을 듣고 이듬해 봄에 제후들은 독양 땅에서 맹약하고 해산했다.

### 죽음
순언은 노나라를 구원했으므로 노나라에서 예물을 받고 돌아가는데, 도중에 머리에 종기가 났다. 황하를 건너 옹저 땅에 이르자 이미 눈이 툭 튀어나왔다. 사개가 면회를 요청하자 거부하고, 거듭 청하자 정생(아들 순오를 가리킴)을 후사로 지목하였다. 2월 갑인일에 눈을 뜬 채로 죽었는데, 사개가 이를 보고 순언의 시신에게 순오를 잘 모시겠다고 했으나 반응이 없었다. 난영이 제나라와의 전쟁을 완결하겠다고 맹세하자, 그제서야 시신이 눈을 감았다.
| 전 임 지앵 | 진나라의 중군원수 기원전 560년 ~ 기원전 554년 | 후 임 범개 |

| 전 임 중항선자 | 진나라의 중항씨 종주 기원전 577년 ~ 기원전 554년 | 후 임 중항목자 |